# Lu Kang
Lu Kang (226–274) bio je kineski general u službi države Istočni Wu, jednog od Tri kraljevstva. S majčine strane je poticao od znamenitog gospodara rata Sun Cea, a otac mu je bio Lu Xun, znameniti vojskovođa zaslužan za brojne uspjehe Wua. Od njega je naslijedio upravu nad provincijom Jing. Bio je poznat kao sposoban vojskovođa, pogotovo u opsadnom ratovanju, ali i dalekovidan političar; prije ostalih je shvatio da je Shu Han naslabije od Tri kraljevstva te savjetovao caru Sun Quanu preventivnu invaziju kako bi spriječili da ta država padne u ruke državi Cao Wei. Sun Quan je umro prije nego što je pohod odobren; poslije se zalagao za mir s državom Cao Wei.  Yang Hu, vojskovođa te države, nije se usuđivao pokrenuti rat sve dok je Lu Kang bio živ. Njegovi sinovi su kasnije imali važne položaje na dvoru dinastije Jin.